# Zandenplas
De Zandenplas is een recreatieplas in de gemeente Nunspeet. 

## Aanleg
De plas is gegraven in de jaren 60 om bij de aanleg van rijksweg 28 tussen Amersfoort en Zwolle te voorzien in de behoefte aan zand. Na het beëindigen van de zandwinning werden het water en het aanliggend gebied ingericht voor recreatieve doeleinden. Er werden een uitkijktoren en een EHBO-post geplaatst en er zijn diverse speelvelden aangelegd. Er is ook een horecagelegenheid. Het recreatiegebied wordt beheerd en geëxploiteerd door Leisurelands, het voormalige recreatieschap. De plas is in 2013-2014 aan de oostzijde breder gemaakt en uitgediept, met als doel het zelfreinigend vermogen te vergroten. Het zand werd daarbij door middel van een aangelegde pijpleiding getransporteerd naar het enkele kilometers verderop aan te leggen bedrijventerrein De Kolk.

## Waterkwaliteit
De plas wordt vooral gevuld met regenwater en water uit een kleine wel. Als er in de zomerperiode weinig regen valt vindt onvoldoende aanvulling met vers water plaats. Door de aanwezigheid van vele recreanten en de hoge temperatuur kan de waterkwaliteit dan snel achteruitgaan. De waterkwaliteit wordt daarom voortdurend in de gaten gehouden door de beheerder.